# Skeleton nos Jogos Olímpicos de Inverno de 2022 - Masculino
O evento masculino do skeleton nos Jogos Olímpicos de Inverno de 2022 foi disputado no Xiaohaituo Bobsleigh e Luge Track, em Pequim, nos dias 10 e 11 de fevereiro.

## Medalhistas
| Ouro   | GER Christopher Grotheer |
| Prata  | GER Axel Jungk           |
| Bronze | CHN Yan Wengang          |

## Resultados
| Pos  | Bib | Atleta                | País                | 1ª descida | Pos | 2ª descida | Pos | 3ª descida | Pos | 4ª descida | Pos | Total   | Diferença |
| ---- | --- | --------------------- | ------------------- | ---------- | --- | ---------- | --- | ---------- | --- | ---------- | --- | ------- | --------- |
| 01 ! | 4   | Christopher Grotheer  | GER Alemanha        | 1:00.00    | 1   | 1:00.33    | 1   | 1:00.16    | 1   | 1:00.52    | 6   | 4:01.01 | –         |
| 02 ! | 8   | Axel Jungk            | GER Alemanha        | 1:00.50    | 5   | 1:00.53    | 2   | 1:00.31    | 2   | 1:00.33    | 3   | 4:01.67 | +0.66     |
| 03 ! | 18  | Yan Wengang           | CHN China           | 1:00.43    | 3   | 1:00.65    | 4   | 1:00.54    | 6   | 1:00.15    | 1   | 4:01.77 | +0.76     |
| 4    | 5   | Aleksandr Tretyakov   | ROC                 | 1:00.36    | 2   | 1:00.84    | 8   | 1:00.37    | 3   | 1:00.42    | 4   | 4:01.99 | +0.98     |
| 5    | 21  | Yin Zheng             | CHN China           | 1:00.74    | 7   | 1:00.71    | 5   | 1:00.40    | 4   | 1:00.28    | 2   | 4:02.13 | +1.12     |
| 6    | 12  | Evgeniy Rukosuev      | ROC                 | 1:00.48    | 4   | 1:00.72    | 6   | 1:00.56    | 7   | 1:00.64    | 8   | 4:02.40 | +1.39     |
| 7    | 7   | Martins Dukurs        | LAT Letônia         | 1:00.62    | 6   | 1:00.62    | 3   | 1:00.40    | 4   | 1:01.12    | 13  | 4:02.76 | +1.75     |
| 8    | 13  | Alexander Gassner     | GER Alemanha        | 1:00.87    | 9   | 1:00.86    | 9   | 1:00.62    | 8   | 1:00.48    | 5   | 4:02.83 | +1.82     |
| 9    | 6   | Tomass Dukurs         | LAT Letônia         | 1:00.76    | 8   | 1:00.79    | 7   | 1:00.74    | 10  | 1:00.92    | 10  | 4:03.21 | +2.20     |
| 10   | 10  | Jung Seung-gi         | KOR Coreia do Sul   | 1:01.18    | 11  | 1:01.04    | 10  | 1:00.69    | 9   | 1:00.83    | 9   | 4:03.74 | +2.73     |
| 11   | 16  | Amedeo Bagnis         | ITA Itália          | 1:01.05    | 10  | 1:01.19    | 14  | 1:00.83    | 11  | 1:01.01    | 12  | 4:04.08 | +3.07     |
| 12   | 11  | Yun Sung-bin          | KOR Coreia do Sul   | 1:01.26    | 13  | 1:01.17    | 13  | 1:01.03    | 12  | 1:00.63    | 7   | 4:04.09 | +3.08     |
| 13   | 14  | Samuel Maier          | AUT Áustria         | 1:01.36    | 15  | 1:01.13    | 11  | 1:01.05    | 13  | 1:00.95    | 11  | 4:04.49 | +3.48     |
| 14   | 17  | Mattia Gaspari        | ITA Itália          | 1:01.20    | 12  | 1:01.31    | 15  | 1:01.16    | 15  | 1:01.36    | 16  | 4:05.03 | +4.02     |
| 15   | 9   | Matt Weston           | GBR Grã-Bretanha    | 1:01.34    | 14  | 1:01.15    | 12  | 1:01.12    | 14  | 1:01.63    | 20  | 4:05.24 | +4.23     |
| 16   | 19  | Marcus Wyatt          | GBR Grã-Bretanha    | 1:01.56    | 16  | 1:01.72    | 18  | 1:01.28    | 16  | 1:01.35    | 15  | 4:05.91 | +4.90     |
| 17   | 20  | Alexander Schlintner  | AUT Áustria         | 1:01.56    | 16  | 1:01.73    | 19  | 1:01.66    | 19  | 1:01.24    | 14  | 4:06.19 | +5.18     |
| 18   | 15  | Vladyslav Heraskevych | UKR Ucrânia         | 1:01.63    | 18  | 1:01.58    | 16  | 1:01.62    | 18  | 1:01.45    | 17  | 4:06.28 | +5.27     |
| 19   | 22  | Nathan Crumpton       | ASA Samoa Americana | 1:02.06    | 22  | 1:01.65    | 17  | 1:01.60    | 17  | 1:01.49    | 18  | 4:06.80 | +5.79     |
| 20   | 24  | Blake Enzie           | CAN Canadá          | 1:01.65    | 19  | 1:01.76    | 20  | 1:01.93    | 21  | 1:01.54    | 19  | 4:06.88 | +5.87     |
| 21   | 2   | Andrew Blaser         | USA Estados Unidos  | 1:01.80    | 20  | 1:02.08    | 21  | 1:02.10    | 22  | —          | —   | 3:05.98 | —         |
| 22   | 25  | Basil Sieber          | SUI Suíça           | 1:01.95    | 21  | 1:02.16    | 22  | 1:02.72    | 25  | —          | —   | 3:06.83 | —         |
| 23   | 3   | Daniil Romanov        | ROC                 | 1:02.47    | 24  | 1:02.60    | 23  | 1:02.20    | 23  | —          | —   | 3:07.27 | —         |
| 24   | 1   | Ander Mirambell       | ESP Espanha         | 1:02.45    | 23  | 1:03.36    | 25  | 1:02.34    | 24  | —          | —   | 3:08.15 | —         |
| 25   | 23  | Nick Timmings         | AUS Austrália       | 1:03.76    | 25  | 1:02.83    | 24  | 1:01.78    | 20  | —          | —   | 3:08.37 | —         |

Legenda
| Recorde mundial      | Recorde mundial (World record)               |                       | Recorde africano                      | Recorde africano (African) |                                           | Q | Classificado por posição (Qualified) |
| Recorde olímpico     | Recorde olímpico (Olympic record)            | Recorde da América    | Recorde da América (Americas)         | q                          | Classificado por melhor tempo (Qualified) |   |                                      |
| Recorde de pista     | Recorde da pista (Track record)              | Recorde asiático      | Recorde asiático (Asian)              | DNS                        | Não largou (Did not start)                |   |                                      |
| Recorde nacional     | Recorde nacional (National record)           | Recorde europeu       | Recorde europeu (European)            | DNF                        | Não terminou (Did not finish)             |   |                                      |
| Recorde pessoal      | Recorde pessoal do atleta (Personal best)    | Recorde da Oceania    | Recorde da Oceania (Oceania)          | DSQ / DQ                   | Desclassificado (Disqualified)            |   |                                      |
| Recorde da temporada | Recorde da temporada do atleta (Season best) | Recorde sul-americano | Recorde sul-americano (South America) | NM                         | Sem marca (No mark)                       |   |                                      |